# Goga Ashkenazi
Goga Ashkenazi, pseudonimo di Gaukhar Yerkinovna Berkalieva (in kazako Гауһар Еркінқызы Берқалиева?; Taraz, 1º febbraio 1980), è un'imprenditrice kazaka, miliardaria, fondatrice e CEO di MunaiGaz Engineering Group, un conglomerato kazako che opera nel settore del petrolio e del gas. 
Dal 2012 è stata alla guida della società di moda Vionnet con sede a Milano, Italia.

## Biografia
Nata nell'oblast di Zhambyl, nella Repubblica socialista sovietica kazaka, è cresciuta a Mosca, dove suo padre, l'ingegnere Yerkin Berkaliev, era membro del Comitato centrale del Partito Comunista sotto Mikhail Gorbachev. Sua madre, Saule, era laureata in ingegneria e medicina. Ha una sorella, Meruert, di 10 anni più anziana.
Dopo la caduta dell'Unione Sovietica nel 1991, la sua famiglia è tornata in Kazakistan. Desiderosi che la loro figlia ricevesse un'istruzione competitiva, i suoi genitori mandarono la dodicenne Goga in un collegio in Inghilterra.  Ha frequentato per la prima volta la Buckswood Grange School nell'East Sussex, seguita dalla Stowe School, ma è stata espulsa dopo essere stata sorpresa a baciare un ragazzo. Ha poi frequentato la Rugby School e ha quindi studiato al Somerville College di Oxford, diplomandosi nel 2001 in storia moderna ed economia.
È di fede ebraica halakhah.

## Carriera
Dopo aver lasciato Oxford, Ashkenazi ha lavorato presso società di investment banking, tra cui Merrill Lynch e Morgan Stanley a Londra e ABN AMRO a Hong Kong.
Nel 2003, Ashkenazi ha fondato il MunaiGaz Engineering Group con sua sorella, Meruert. La società costruisce stazioni di compressione per gasdotti e operazioni di tunneling per reti di servizi pubblici, turbine a gas e impianti diesel.
Nel 2012 Ashkenazi ha rilevato dall'imprenditore Matteo Marzotto Vionnet, la società di moda fondata nel 1912 da Madeleine Vionnet, con sede a Milano. Racconta di aver trascorso un anno in Italia studiando arte, design, moda e lingua italiana.
Ashkenazi tenta di percorrere varie strade per rilanciare il marchio, dalla dem couture disegnata da Hussein Chabayan all'ecosotenibilità. Nell'ottobre 2018 la casa di moda viene messa in liquidazione volontaria.
Ashkenazi è anche nel consiglio di amministrazione di Ivanhoe Mining Group.

## Vita privata
All'età di 23 anni, ha incontrato e sposato l'americano Stefan Ashkenazy, il cui padre Severyn Ashkenazy ha fondato L'Ermitage Hotel Group. La coppia si è separata nel 2004 e ha divorziato nel 2007, ma lei ha mantenuto il suo cognome, anche se con un'ortografia diversa a causa di un errore di battitura sul suo passaporto russo. I suoi genitori sono entrambi atei giurati in quanto membri del Partito Comunista, ma suo padre è di origine musulmana e Goga è ebrea attraverso la nonna materna. Goga osserva che non aveva bisogno di convertirsi per sposare Ashkenazy in una cerimonia ebraica. Dice anche che nella sua borsa porta una pagina di una Torah di 1.200 anni. 
Ashkenazi ha avuto una relazione extraconiugale con il miliardario Timur Kulibayev, genero del presidente del Kazakistan. Lei e Kulibayev hanno avuto due figli: Adam, nato nel 2007, e Alan, nato nel 2012. Lei si è a lungo divisa tra Milano, dove c'è la sede di Vionnet, e Londra, dove vivono i suoi figli. 
È molto amica del principe Andrea, duca di York, così come del banchiere Nat Rothschild, dell'immobiliarista Nick Candy, del membro della band dei Duran Duran Nick Rhodes e di Lord Edward Spencer-Churchill. 
Il suo nome, Gaukhar, significa diamante in kazako, mentre il nome di sua sorella Meruert significa perla. 